# Wilhelm Grabow
Pour les articles homonymes, voir Grabow (homonymie).
Carl Friedrich Wilhelm Grabow (né le 15 avril 1802 à Prenzlau, mort le 15 avril 1874 dans la même ville) est un magistrat et homme politique allemand. Il est le principal auteur du droit électoral pour l'assemblée nationale prussienne en 1848 et est président de la Chambre des représentants de Prusse en 1849 puis de 1862 à 1866.

## Biographie
Wilhelm Grabow étudie la jurisprudence à Berlin de 1821 à 1823. Pendant ses études, il devient membre de l'Alten Burschenschaft Arminia Berlin (de) en 1821. Il est d'abord conseiller référendaire à la Kammergericht puis juge d'instruction à Spandau et Perleberg et assesseur à la Cour de district de Berlin. En 1836, il occupe des fonctions à Greifswald.
En 1838, Wilhelm Grabow est élu bourgmestre de Prenzlau et le restera jusqu'à sa mort. Il entre ensuite au parlement uni prussien en tant que membre radical. En 1848, il rédige la loi électorale pour l'assemblée nationale prussienne, dont il est le président du 27 juin au 26 octobre. Il démissionne volontairement de la présidence et de son mandat. Au parlement, il est membre du conseil constitutionnel et joue un rôle important. Il est le seul député à participer au congrès le 22 juillet 1848.
En 1849, il est élu de la huitième circonscription de Potsdam à la Chambre des représentants de Prusse et en devient le président de février à 1849. Grabow rejoint le centre-droit. En raison de son opposition à la constitution du 5 décembre 1848, en particulier au système des trois classes, son élection comme bourgmestre de Magdebourg en 1850 n'est pas confirmée. Après de longues hésitations, on convient de son élection à la mairie de Prenzlau pour un mandat de douze ans et non plus à vie.
En signe de protestation contre la suppression du suffrage universel, contre la nouvelle loi électorale et le rétablissement des conseils de district et de comté, Grabow décide de se mettre un temps en retrait de la vie politique. Début 1858, il est de nouveau élu président de la Chambre des représentants de Prusse puis en est vice-président de 1860 à 1861 et de nouveau président entre 1862 et 1866. Il appartient au groupe libéral.
En 1866, il renonce à la réélection en tant que président, pour permettre un rapprochement avec le gouvernement. Il s'était opposé à la faible autorité budgétairede la deuxième chambre et attiré l'animosité de ministres d'Otto von Bismarck.